# 微分非直線性

A. 入力の変化が対応する出力の変化を生じるときの微分直線性
B. 直接的な線形関係でない時の微分非直線性

微分非直線性（びぶんひちょくせんせい、Differential nonlinearity, DNL）は隣り合った入力デジタル値に対応する2つのアナログ値の間の偏差を記述する指標。デジタル-アナログ変換回路(DAC)の誤差を測定する上での重要な指標であり、DACの精度は主にこの指標によって決定される。理想的には、任意の2つの隣り合うデジタルコードはきっかり1最下位ビット(LSB)離れた出力アナログ電圧に対応する。微分非直線性は理想的な1LSB段階による最悪な場合の偏差を測定したものでもある。例えば、デジタルコードの1LSBの変化に対して、1.5LSBの出力変化をするDACは、1⁄2LSB微分非直線性を示す。微分非直線性は、分数ビットや実物のパーセンテージで表すこともある。1LSB以上の値の微分非直線性は、DACの非単調写像な伝達関数につながる可能性がある。これはミッシングコードとしても知られている。
微分直線性は出力における変化と入力の間の不変の関係を指す言葉である。 トランスデューサーにおいて、もし入力の変化が出力の一様なステップ変化を生み出す場合、そのトランスデューサーは微分直線性を持つ。微分直線性は望ましいものであり、粒子検出器に使用されるシングルスロープのアナログ-デジタル変換回路などのシステムに固有のものである。

## 式
{\displaystyle {\text{DNL(i)}}={{V_{\text{out}}(i+1)-V_{\text{out}}(i)} \over {\text{ideal LSB step width}}}-1}

## さらに見る
- 積分非直線性